# Джошуа Бренет
Джошуа Бренет (нід. Joshua Brenet, нар. 20 березня 1994, Керкраде) — нідерландський футболіст, захисник клубу «Твенте».
Виступав, зокрема, за ПСВ, з яким вигравав чемпіонат і Суперкубок Нідерландів, а також національну збірну Нідерландів.

## Клубна кар'єра
Народився 20 березня 1994 року в місті Керкраде. Джошуа Бренет починав грати у футбол в Герлені, де він жив до дванадцяти років. Пізніше він виступав за юнацькі команди «Роди», «Омніворлда», «Ватервейка» та «Зебюргії».

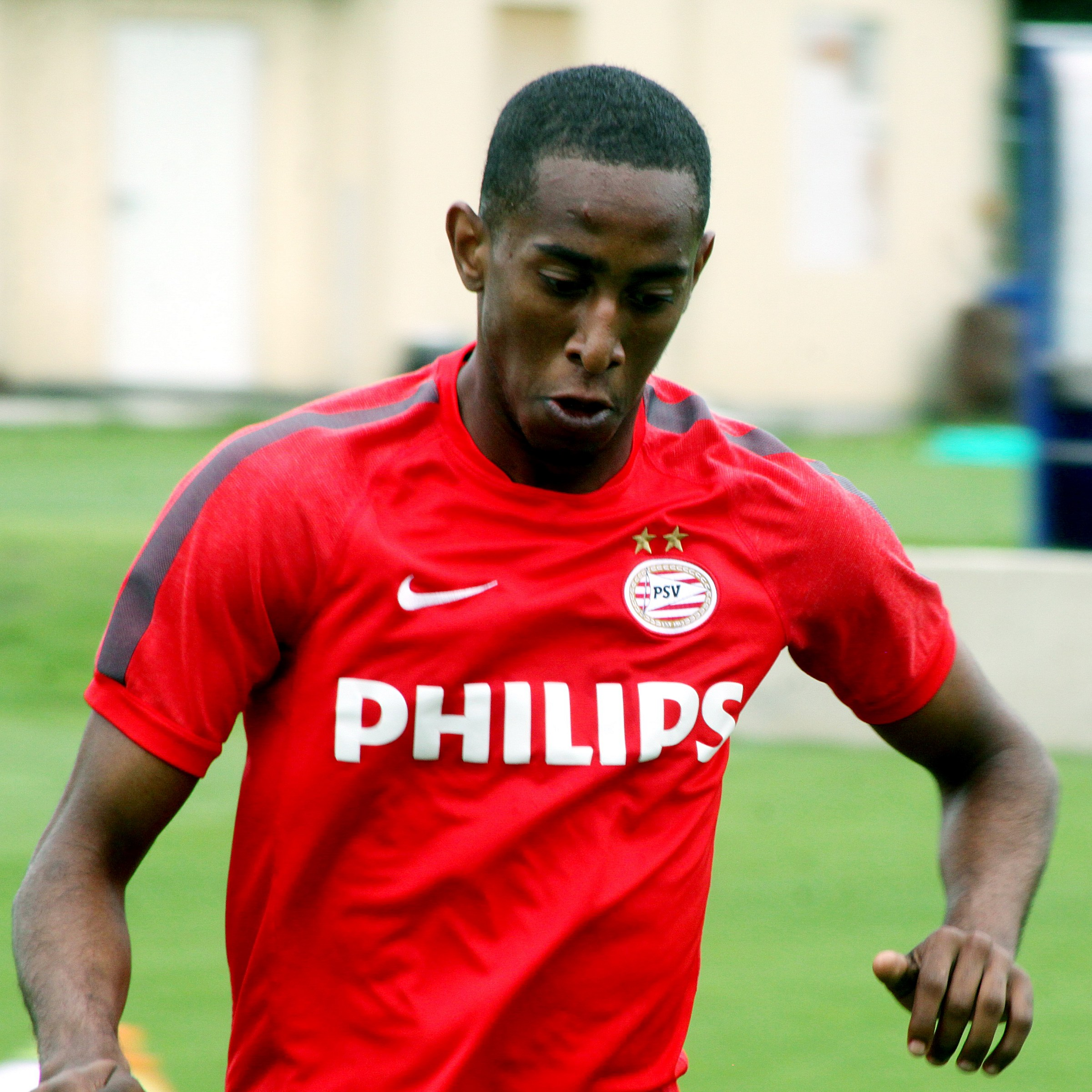
Джошуа Бренет під час виступів за ПСВ. 2014 рік.

У 2011 році Бренет став грати за молодіжний склад ПСВ з Ейндговена. 6 грудня 2012 року у двобої Ліги Європи проти італійського «Наполі» Джошуа дебютував за команду. 17 серпня 2013 року в матчі проти «Гоу Ехед Іглз» він дебютував у Ередівізі, замінивши Сантьяго Аріаса. 10 квітня 2015 року в матчі проти «Зволле» Джошуа забив свій перший гол. У 2015 році Бренет виграв чемпіонат і став володарем Суперкубка Нідерландів у складі ПСВ, а наступного року повторив цей успіх. у 2018 році Бренет втретє у кар'єрі став чемпіоном Нідерландів. Всього провів за команду шість сезонів, взявши участь у 109 матчах чемпіонату.
24 травня 2018 року Бренет підписав 4-річний контракт з німецьким клубом «Гоффенгайм 1899».

## Виступи за збірні
2011 року дебютував у складі юнацької збірної Нідерландів, взяв участь у 7 іграх на юнацькому рівні.
Протягом 2013—2016 років залучався до складу молодіжної збірної Нідерландів. На молодіжному рівні зіграв в 11 офіційних матчах.
9 листопада 2016 року в товариському матчі проти збірної Бельгії (1:1) Бренет дебютував за збірну Нідерландів, замінивши у другому таймі Деві Классена. Через чотири дні зіграв у кваліфікаційному матчі на чемпіонат світу 2018 року проти Люксембургу (3:0).

## Титули та досягнення
- Чемпіон Нідерландів (3):

ПСВ: 2014–15, 2015–16, 2017–18
- Володар Суперкубка Нідерландів (2):

ПСВ: 2015, 2016
| Дата       | Місто      | Господарі  | Результат | Гості      | Турнір            | Голи | Примітки |
| ---------- | ---------- | ---------- | --------- | ---------- | ----------------- | ---- | -------- |
| 9-11-2016  | Амстердам  | Нідерланди | 1 – 1     | Бельгія    | товариський матч  | -    | 46'      |
| 13-11-2016 | Люксембург | Люксембург | 1 – 3     | Нідерланди | Відбір до ЧС 2018 | -    | 43'      |
| Усього     |            | Матчів     | 4         |            | Голів             | 0    |          |